# Ogród w Wilanowie
Ogród w Wilanowie (znany także jako park Wilanowski) – ogród wchodzący w skład zespołu pałacowo-parkowego w warszawskim Wilanowie, znajdujący się obok pierwotnie podmiejskiej rezydencji króla Jana III Sobieskiego.
Zajmuje powierzchnię 45 ha (razem z Jeziorem Wilanowskim i Kanałem Sobieskiego). Jest to część obszaru podległego Muzeum Pałacu Króla Jana III w Wilanowie, obejmującego ogółem 89 ha.

## Opis założenia

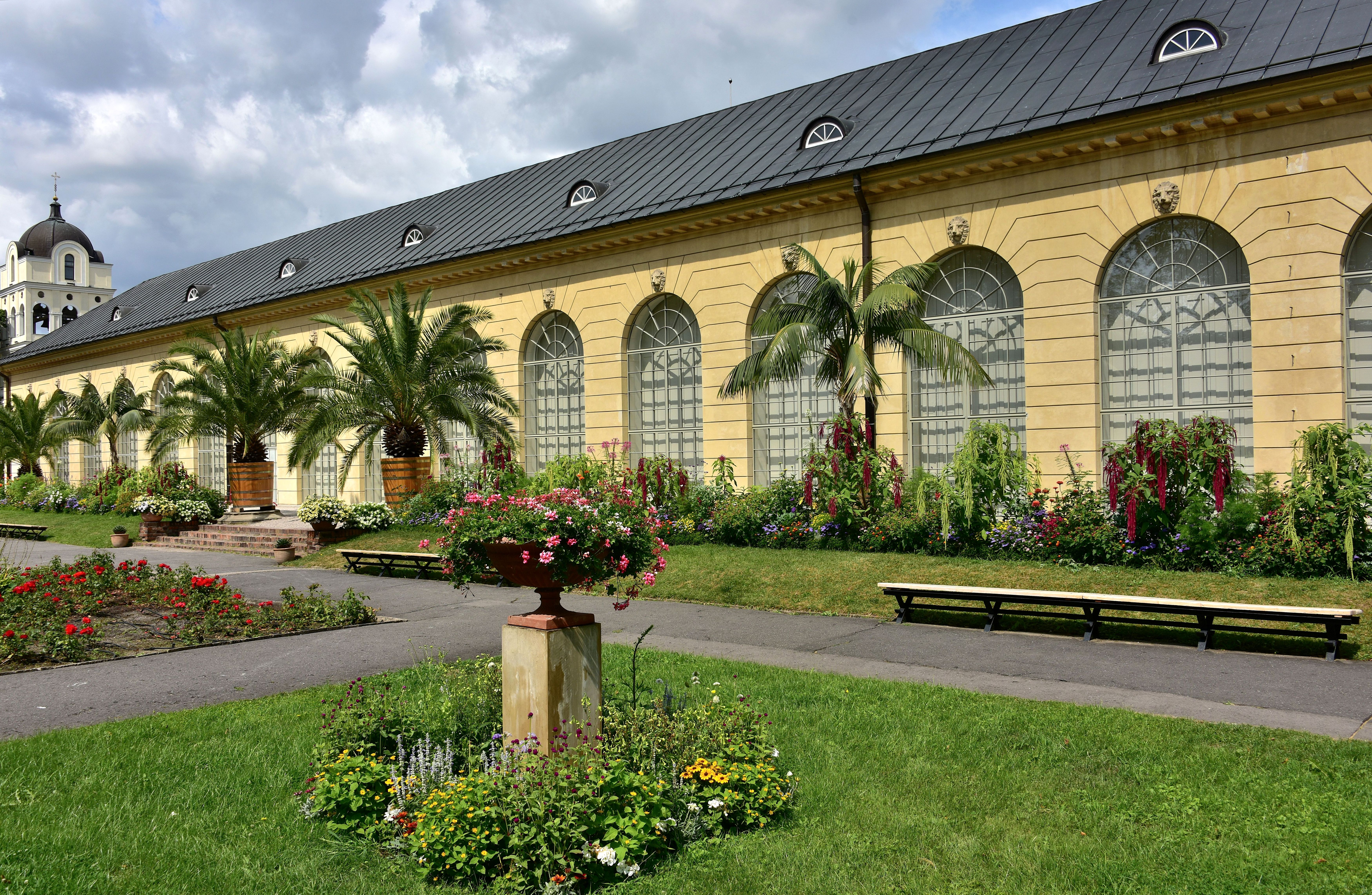
Oranżeria

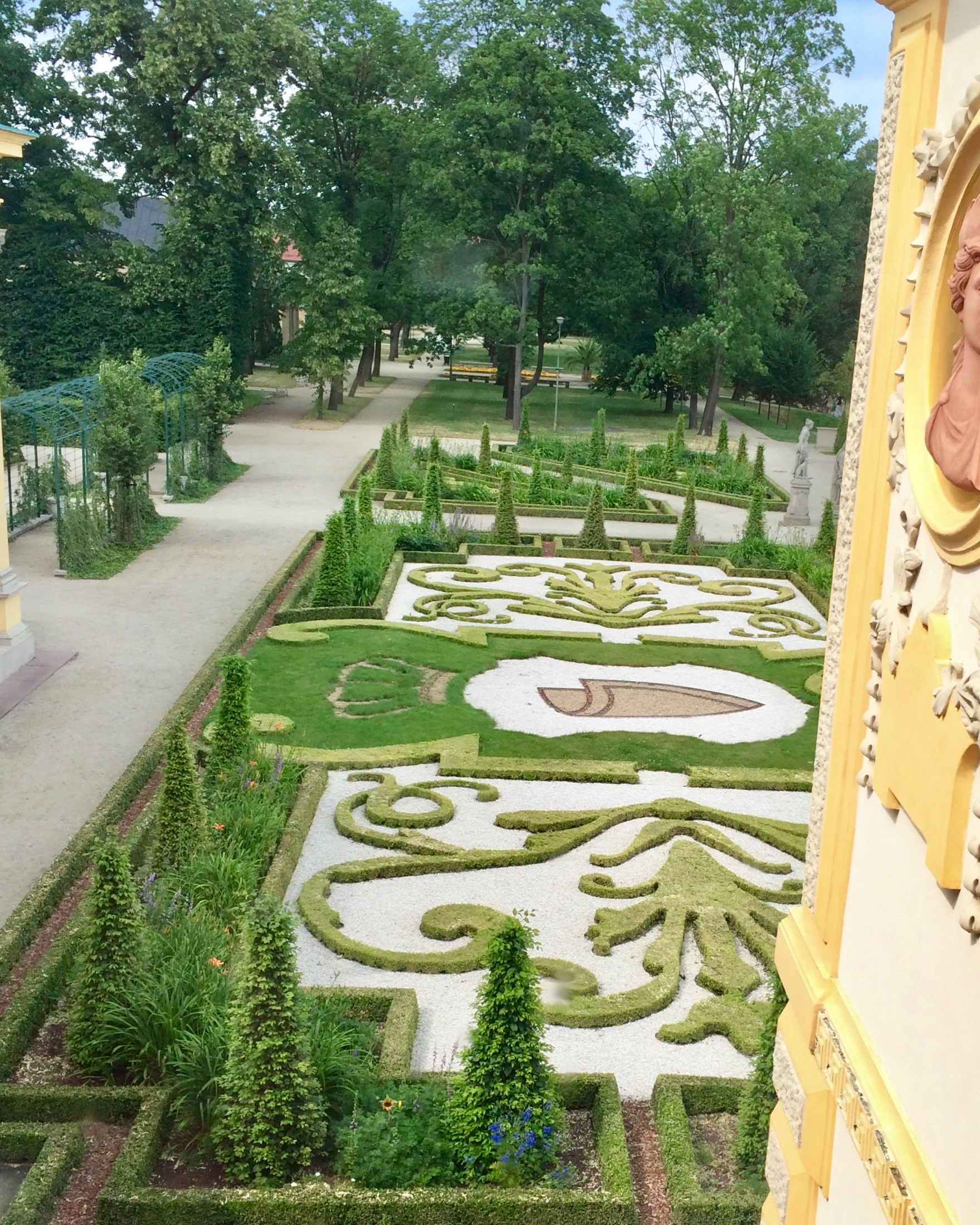
Widok na fragment ogrodu przed Pałacem w Wilanowie

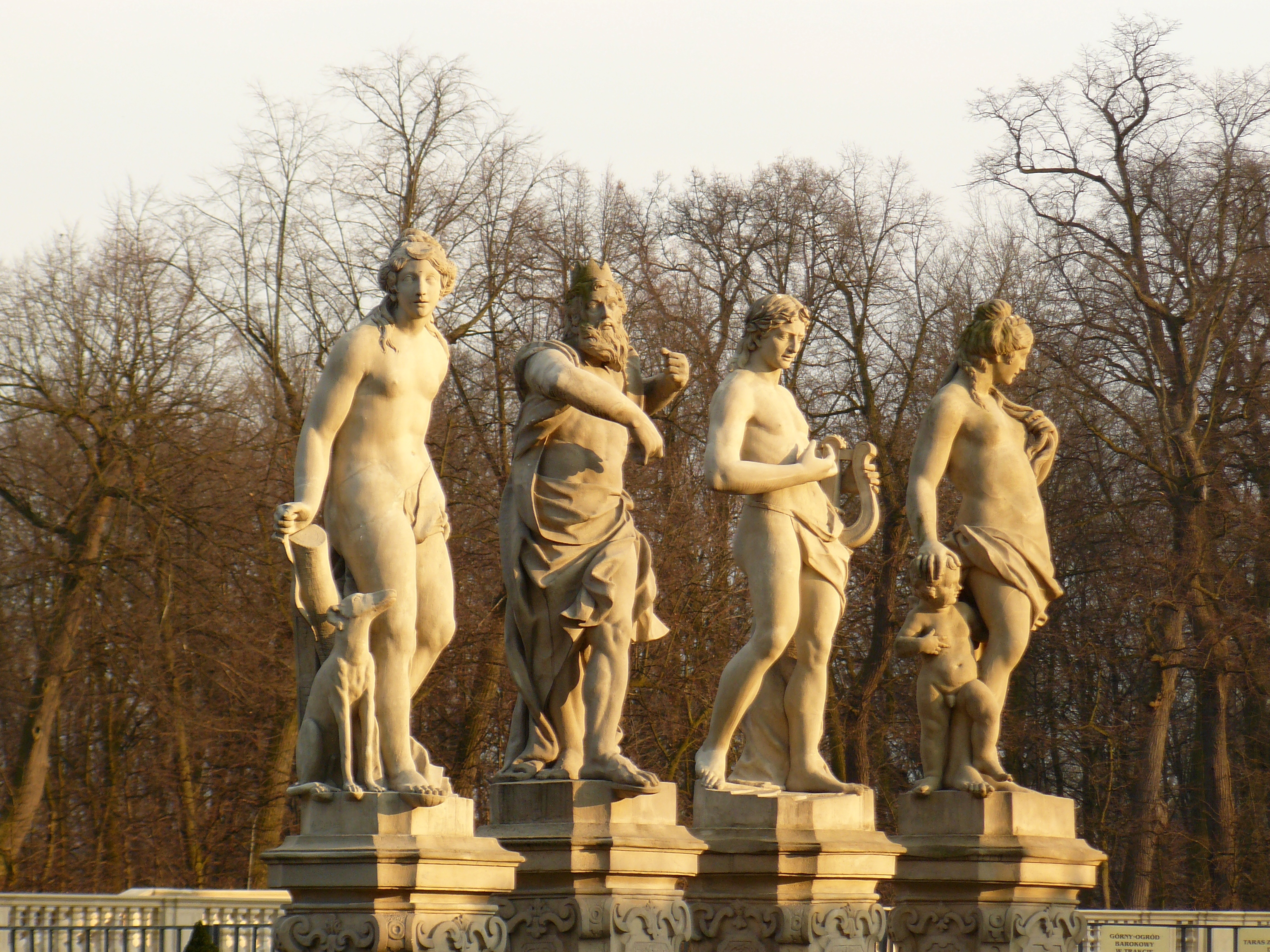
Rzeźby figuralne w pałacowych ogrodach

Od XIII wieku w pobliżu budynku Oranżerii znajdował się cmentarz, który był użytkowany do nabycia Wilanowa przez Jana III Sobieskiego.
Ogród powstał razem z pałacem wilanowskim w 2 połowie XVII wieku i został skomponowany względem wspólnej osi. 
Centralna część założenia nawiązuje do form  renesansowych i barokowych. Posiada charakter ogrodu włoskiego. Dwa poziomy tego ogrodu przedzielone są ceglanym murem i połączone schodkami usytuowanymi na głównej osi pałacu, ozdobionymi kamienną balustradą ozdobioną rzeźbami- alegoriami czterech pór roku oraz czterech etapów miłości: Lęk, Pocałunek, Zobojętnienie i Zwada. Ich autorem jest rzeźbiarz Johann Chrisostomus Redler. Pod schodami znajduje się sztuczna grota. Górny taras ogrodu ozdabiały do połowy XVIII wieku murowane altanki o zielono-złotych dachach.

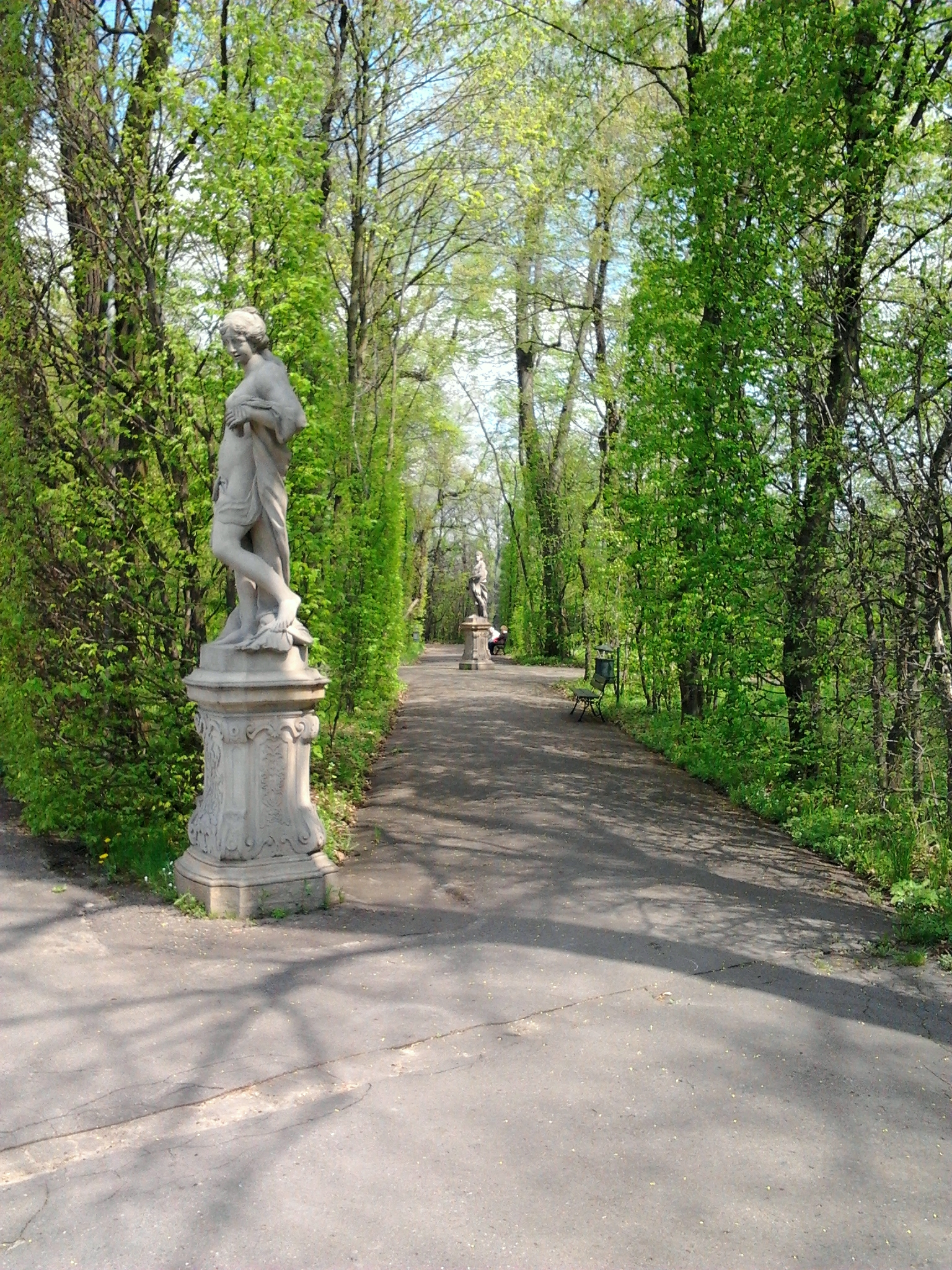
Boskiety ogrodowe Pałacu w Wilanowie

Ogród z czasów Sobieskiego był znacznie mniejszy niż obecnie. Dopiero kolejni właściciele Wilanowa rozszerzyli ten obszar i przekomponowali niektóre jego fragmenty. Zniszczenia wojenne spowodowały zły stan parku i dopiero prace konserwacyjne pod nadzorem Gerarda Ciołka w latach 1948–1950 i 1960–1965 przywróciły mu świetność. Podczas prac konserwatorskich podjęto się rekonstrukcji barokowego układu dróg i alejek. Za czasów Sobieskiego taras pałacowy zdobiły pozłacane rzeźby przedstawiające bogów olimpijskich, obecnie są to rzeźby postaci mitologicznych z poł. XVIII wieku sprowadzone z Brzezinki pod Oleśnicą na Śląsku.
Na pałacowym tarasie powstał bogaty parter o układzie geometrycznym o bukszpanowych obwódkach otaczających trawniki, fontanny i kwiatowe kompozycje. W ogrodzie dolnym poza równie pięknymi parterami znajdują się strzyżone szpalery drzew i liczne okazy starodrzewu składające się głównie ze starych okazów grabów, lip, jesionów, topól nadwiślańskich, z domieszką wiązów. Do jeziora Wilanowskiego prowadzą dukty poprowadzone skośnie i prostopadle, tworząc charakterystyczne osie widokowe i prześwity.

### Inne części

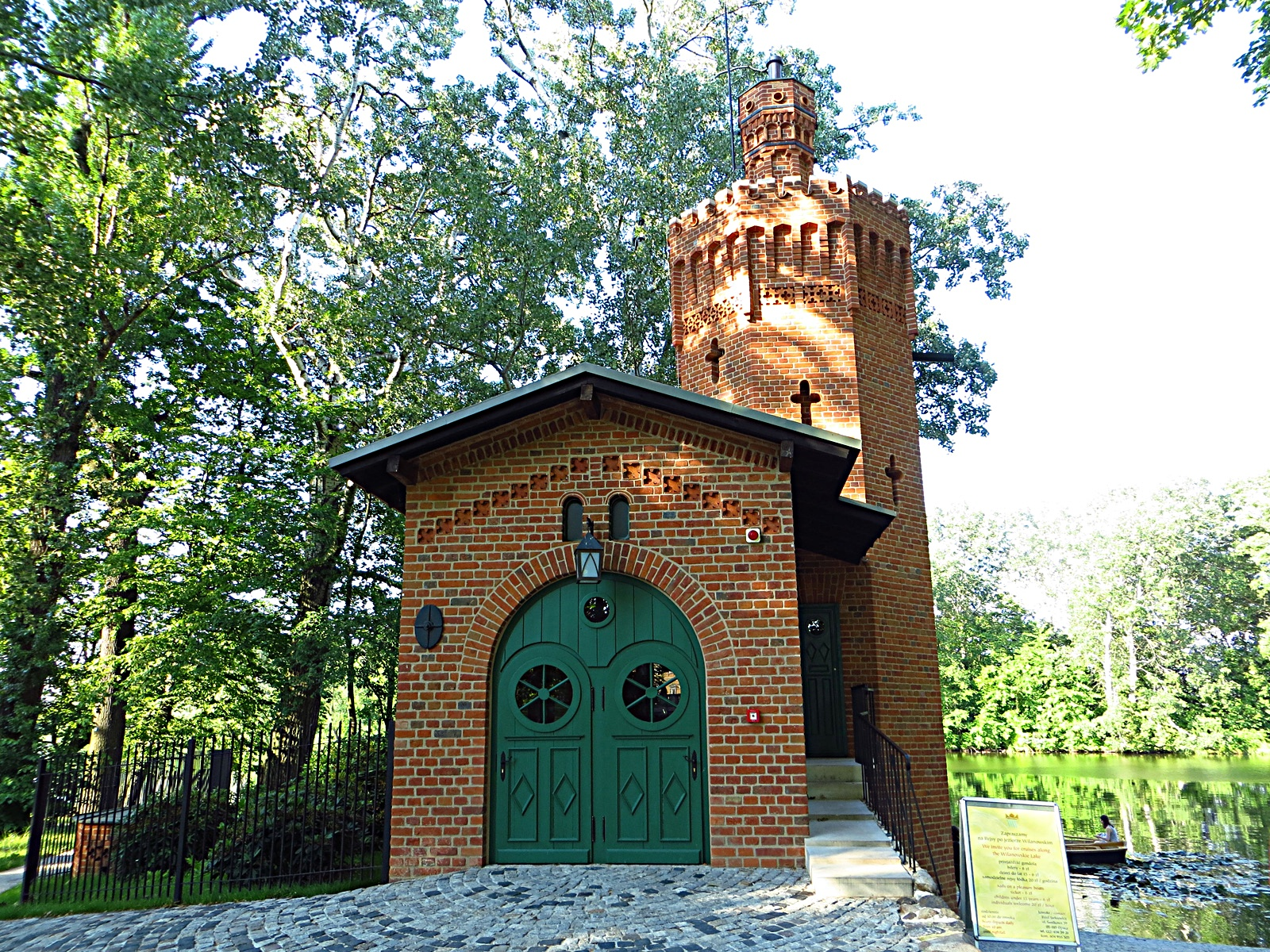
Neogotycki budynek stacji pomp, (proj. Henryk Marconi)

Oprócz położonego centralnie ogrodu włoskiego, ogrody wilanowskie składają się także z takich części jak:
- Ogród Różany w typie giardino segreto, proj. Bolesława Podczaszyńskiego dla Augusta i Aleksandry Potockich z ok. 1850 roku
- park angielsko-chiński, proj. Szymon Bogumił Zug dla Izabeli Lubomirskiej
- ogród przy północnym skrzydle z Gajem Akademosa; w 1852 ustawiono tam pomniki Franciszka Karpińskiego i Jana Kochanowskiego dłuta Jakuba Tatarkiewicza[3]
- 2-częściowy ogród przy Oranżerii
- romantyczny park angielski, 1799–1821, z inicjatywy Stanisława Kostki Potockiego
- budynek Pompowni, 1852, proj. Henryk Marconi
- neogotycka brama po drugiej stronie jeziora w osi pałacu, 1846, proj. Henryk Marconi

## Współczesność

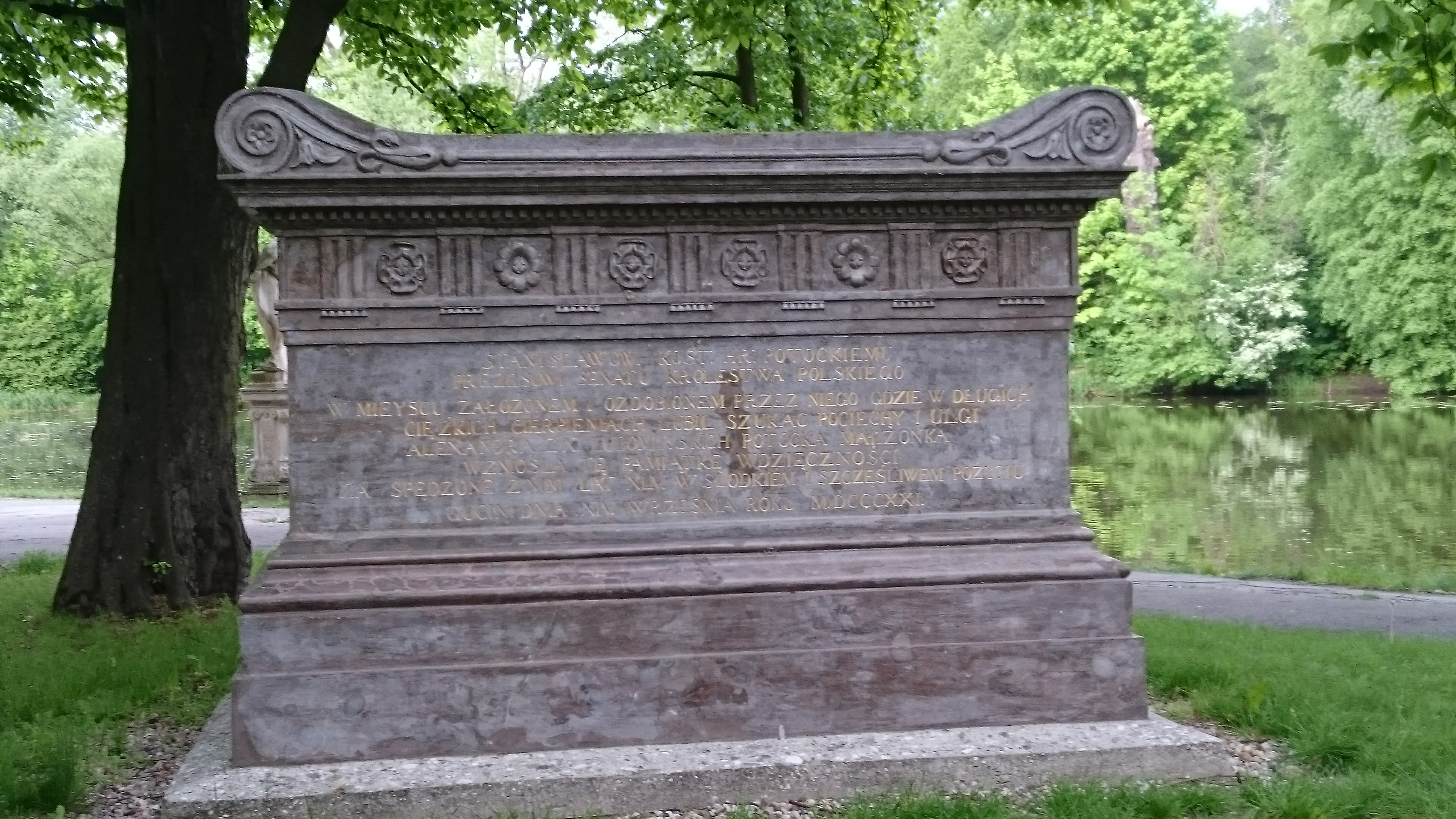
Kamienny sarkofag Stanisława Kostki Potockiego

Obecnie neogotycka brama, podobnie jak cała strona parku po drugiej stronie jeziora Wilanowskiego znajduje się poza ogrodzonymi granicami Ogrodów, podobnie jak i inne pozostałości po romantycznym parku Morysin (nazwanym tak na cześć Maurycego Eustachego Potockiego), który pełnił rolę rekreacyjno-wypoczynkową dla właścicieli pałacu i ich gości do 1939 r., kiedy to zaczęła się jego dewastacja. Duża część tego założenia objęta jest rezerwatem o tej samej nazwie.
Park wilanowski i park Morysin w 1945 zostały włączone do Muzeum Narodowego w Warszawie, a od 1995 są własnością Muzeum Pałacu Króla Jana III w Wilanowie.
W 1965 r. park został wpisany do rejestru zabytków województwa warszawskiego, w 1994 r. został uznany na mocy zarządzenia Prezydenta RP za część Warszawy – pomnika historii.
Koncepcja parku w stylu angielskim, z wykorzystaniem walorów wodnych otoczenia, w XIX wieku zjednała temu założeniu sławę jednego z najpiękniejszych ogrodów wodnych w Europie. W dawnej przypałacowej ujeżdżalni mieści się obecnie Muzeum Plakatu, w Oranżerii zaś mieściła się do 2002 r. ekspozycja rzemiosła artystycznego.
Obecny widok parku zawdzięczamy rekonstrukcji z lat 50. XX wieku dokonanej według projektu Gerarda Ciołka. Park od kilku lat znajduje się w trakcie rewitalizacji, w trakcie której na terenie ogrodów prowadzone były też wykopaliska archeologiczne.
W parku wilanowskim, w rejonie Stawu Południowego, znajduje się kamienny sarkofag ku czci Stanisława Kostki Potockiego, przeniesiony po II wojnie światowej ze zdewastowanego założenia parkowego Gucin Gaj.
W związku z pandemią COVID-19 w marcu 2020, jeszcze przed wprowadzeniem od 1 kwietnia przez rząd Mateusza Morawieckiego zakazu korzystania z terenów zieleni, park został zamknięty do odwołania. Został ponownie otwarty po uchyleniu zakazu przez rząd 20 kwietnia 2020.